# Målilla Motorstadion

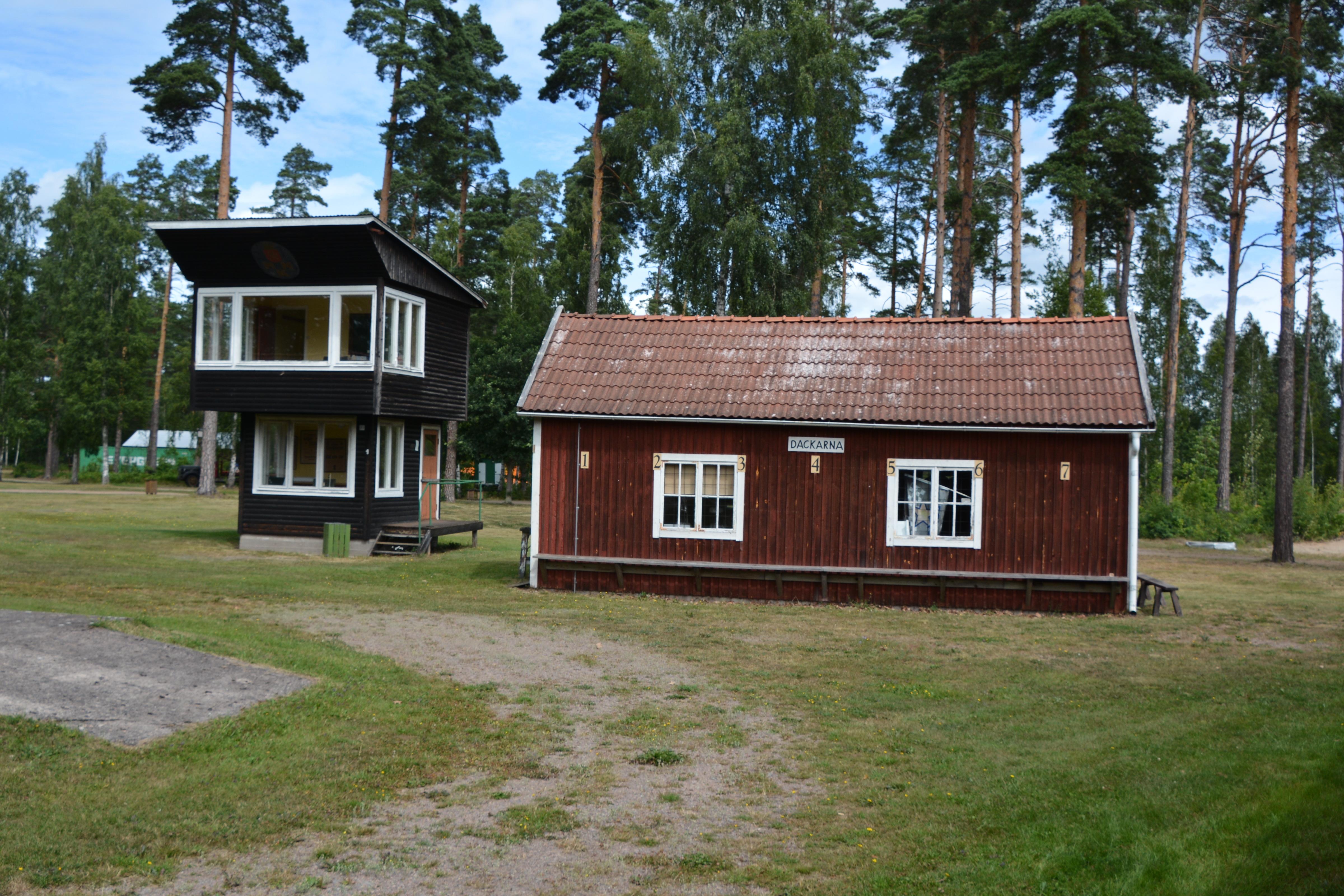
Speakertorn och Dackarnas omklädningsstuga, från det gamla Målilla Motorstadion, numera i Målilla-Gårdveda hembygdspark

Målilla Motorstadion är belägen i småländska Målilla, Hultsfreds kommun i Kalmar län, och är hemmabana för motorklubben Dackarna. År 2019 bytte stadion ägare och går numera under namnet Skrotfrag Arena Målilla.
Anläggningen har två banor. Dessa är Stora banan för 500cc (invigd den 29 juni 1993 med en längd på 310 meter och Knattebanan för 80cc invigd 1996 med en längd på 150 meter. Banorna används för speedway, motocross och bilsporter.
Arenan har vid sexton tillfällen (fram till 2022) varit värd för GP-tävlingar i speedway.